# لاري داربي
لاري داربي (بالإنجليزية: Larry Darby)‏ هو محامي أمريكي، ولد في 1957.